# James Cavalier L17
De James Cavalier L17 was het enige 175cc-model dat het Britse merk James na de Tweede Wereldoorlog produceerde.

## Voorgeschiedenis
James uit Birmingham had van 1928 tot 1931 al 175cc-modellen geproduceerd, maar die waren in 1932 vervangen door de 150cc-modellen. In 1951 werd James overgenomen door Associated Motor Cycles, waartoe toen ook al de merken AJS, Matchless en Francis-Barnett behoorden. AJS en Matchless leverden de wat zwaardere 350- en 500cc-modellen, James en Francis-Barnett de lichtere modellen die met tweetaktmotoren waren uitgerust. Aanvankelijk waren dat nog inbouwmotoren van Villiers, maar in de jaren vijftig begon AMC ook eigen tweetakten te ontwikkelen. Men paste badge-engineering toe, waardoor AJS en Matchless-machines veel op elkaar leken, en in een aantal gevallen ook de machines van F-B en James.

## James Cavalier L17
In 1958 bracht AMC twee vrijwel identieke motorfietsen uit: de Francis-Barnett Light Cruiser en de James Cavalier L17. Beiden waren uitgerust met de 172,2cc-AMC 17 T-tweetaktmotor. Ze hadden een semi-dubbel wiegframe, waarbij een enkele framebuis vanaf het balhoofd naar beneden liep en zich onder het motorblok in tweeën splitste. De telescoopvork was ook op de 200cc-James Captain K7 gebruikt. Achter had de machine een swingarm met twee veer/demperelementen. De Cavalier werd geleverd in de fabriekskleur bordeauxrood, maar de tankflanken waren grijs met een dubbele gouden bies. Klanten konden echter ook kiezen voor grijs met blauwe tankflanken, eveneens goud gebiesd. De velgen, delen van de voorvork, het stuur, de snelheidsmeter, de ampèremeter, de kickstarter, het schakelpedaal en het uitlaatsysteem waren verchroomd. De Cavalier L17 en de Francis-Barnett Light Cruiser werden geleverd met een duozadel.
Beide machines werden in 1958 geïntroduceerd, maar de James Cavalier ging in 1959 weer uit productie, terwijl de Francis-Barnett het een jaar langer volhield. James-klanten hadden in 1960 nog genoeg keuze: de 150cc-Cadet L15A, de 200cc-Captain L20 en de 250cc-Commodore L25.